# 东洛乡
东洛乡，是中华人民共和国湖南省郴州市桂东县下辖的一个乡镇级行政单位。

## 行政区划
东洛乡下辖以下地区：
上洞村、东洛村、下洞村、五花村、九岭村、双洞村、联合村和小水村。